# 블랑망제

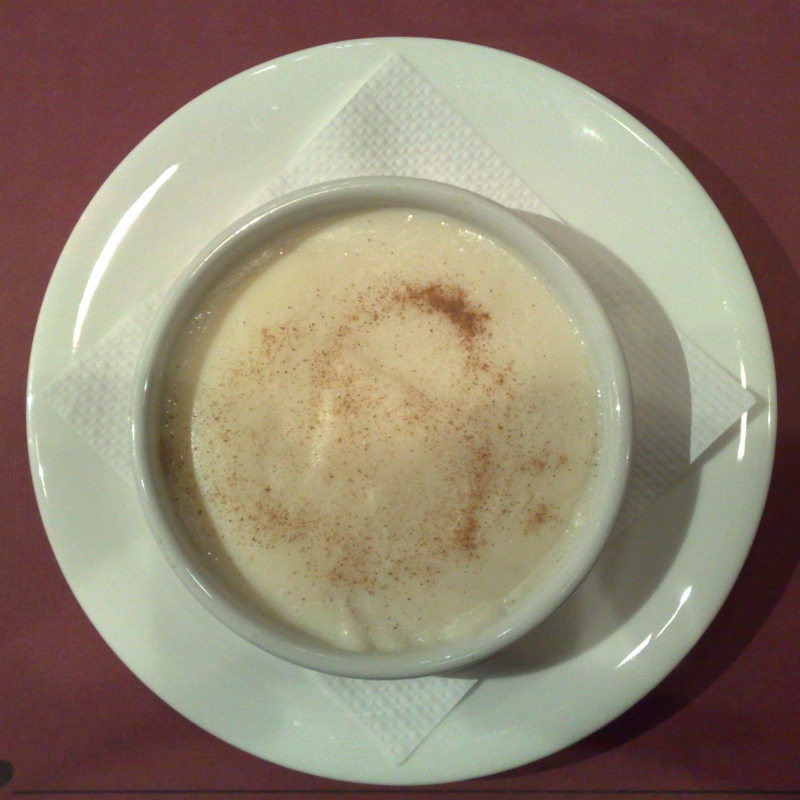
블랑망제

블랑망제(프랑스어: blancmange 블랑망주[*])는 녹말가루, 우유, 설탕과 바닐라향, 아몬드를 첨가한 희고 부드러운 푸딩을 말한다. 현대의 블랑망제가 젤리 타입의 아몬드 크림을 의미하는 반면, 중세 시대의 블랑망제는 다진 수탉이나 송아지고기로 만든 젤리 타입의 하얀 육류를 뜻하는 말이었다.

## 같이 보기
- 판나 코타